# Awraham Adan
Awraham Adan, pseud. Bren (hebr. אַבְרָהָם „בְּרֶן” אַדָן, właśc. Awraham Idelson lub Eidelson , hebr. אברהם אידלסון, ur. 5 października 1926 w Kefar Giladi, zm. 27 września 2012 w Ramat ha-Szaron) – izraelski wojskowy, generał dywizji (alluf), dowódca w trakcie kryzysu sueskiego, wojny sześciodniowej, wojny Jom Kipur. Dowódca Korpusu Pancernego (1969–1974), szef Dowództwa Południowego (1974), attaché wojskowy Izraela w Stanach Zjednoczonych (1975–1977).

## Życiorys

### Młodość
Urodził się 5 października 1926 roku w rodzinie Mosze i Sary Idelsonów/Eidelsonów w Kefar Giladi w Mandacie Palestyny . W kwestii jego wykształcenia wiadomo, że ukończył szkołę średnią w Tel Awiwie. Był członkiem syjonistycznej organizacji Ha-Szomer ha-Ca’ir. Z ramienia tego ruchu w 1943 roku wstąpił do Palmachu. Do formacji wstąpił pod imieniem Abram,  koledzy mówili na niego również Abramek lub Abramle. Na początku służył jako instruktor sportowy. Brał również udział w akcjach mających na celu uwolnienie uchodźców żydowskich z brytyjskiego obozu w Atlit. W 1946 roku wraz z grupą z Ha-Szomer ha-Ca’ir założył kibuc Micpe Gwulot na Negewie. Następnie w ramach programu Agencji Żydowskiej 11 nekudot ba-Negew (hebr. 11 הנקודות בנגב, dosł. 11 punktów na Negewie) założył kibuc Nirim.

### Wojna o niepodległość Izraela i lata 50.

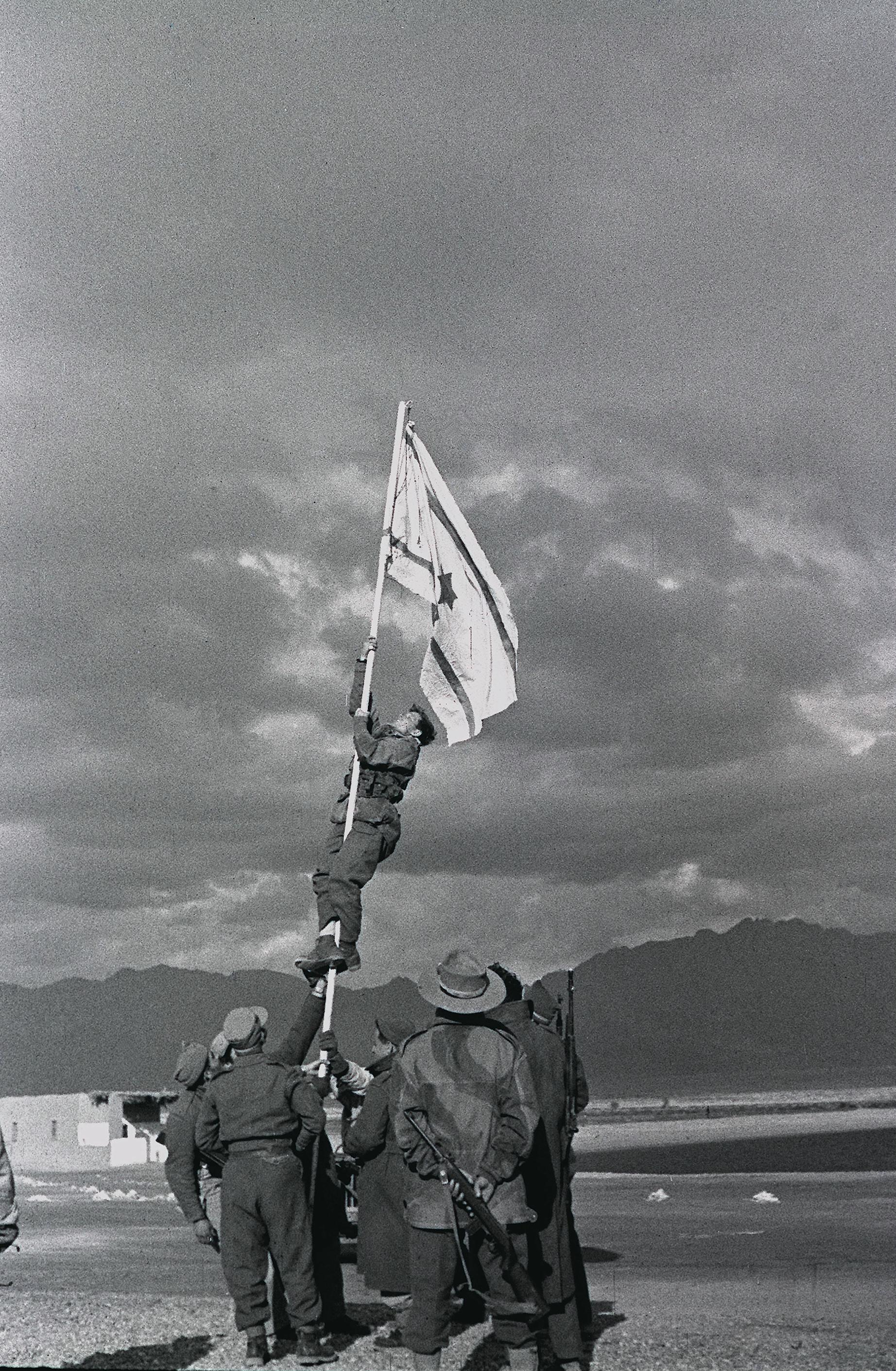
Awraham Adan zawiesza prowizoryczną flagę w Umm Raszrasz

W ramach Palmachu przeszedł kursy dla dowódców drużyny i dowódców plutonu w Dżo’arze. W 1947 roku został mianowany dowódcą kompanii w 8. Batalionie Brygady Negew. W trakcie wojny o niepodległość Izraela brał udział między innymi w operacjach: „Asaf”, „Jo’aw”, „Mosze”, „Chorew” i „Uwda” . W trakcie tej ostatniej znalazł się w oddziale, który jako pierwszy zajął egipski posterunek w Umm Raszrasz (dzisiejszy Ejlat). Tam też wciągnął na maszt prowizoryczną izraelską flagę (tzw. atramentowa flaga), co zostało uwiecznione na zdjęciu Michy Perry’ego .
W 1949 roku przeniósł się do wojsk pancernych i ukończył kurs dla oficerów Korpusu Pancernego. Rok później wziął udział w kursie dowódców batalionu i został mianowany oficerem operacyjnym w Dowództwie Południowym. W 1952 roku odszedł ze służby i powrócił do kibucu Nirim .

### Powrót do służby
W marcu 1956 roku powrócił do służby w armii. Podczas kryzysu sueskiego dowodził 82. Batalionem Pancernym z 7. Brygady Pancernej. Wraz ze swoją jednostką brał udział w bitwie o Abu Udżajlę i tamę Ar-Rawafi’a.
W 1957 roku wyjechał do Stanów Zjednoczonych, aby w U.S. Army Armor School odbyć zaawansowany kurs wojsk pancernych. Po powrocie w 1958 roku służył jako oficer operacyjny w sztabie Korpusu Pancernego. W latach 1960–1961 był dowódcą 60. Rezerwowej Brygady Pancernej. Następnie w latach 1961–1963 był dowódcą 7. Brygady Pancernej, a w okresie 1963–1964 pełnił rolę komendanta Szkoły Korpusu Pancernego.
W 1964 roku rozpoczął studia licencjackie z ekonomii i nauk politycznych na Uniwersytecie Hebrajskim w Jerozolimie .
W trakcie wojny sześciodniowej (1967) był zastępcą dowódcy 143. Dywizji Pancernej, która walczyła między innymi w bitwach o Dżabal Libni i przełęcz Mitla. W 1968 roku pomagał w powołaniu dowództwa wojsk pancernych na Synaju oraz wszedł w skład zespołu odpowiedzialnego za budowę umocnień na linii Bar-Lewa. W latach 1968–1969 był pierwszym dowódcą 252. Dywizji Pancernej „Synaj”.
W 20 marca 1969 roku awansowany na stopień generała dywizji i mianowany dowódcą Korpusu Pancernego .

### Wojna Jom Kipur i okres po
W trakcie wojny Jom Kipur (1973) był dowódcą 162. Dywizji Pancernej. W dniu wybuchu wojny Dowództwo Południowe nakazało Adanowi, aby skoncentrował podległe sobie formacje w rejonie Al-Kantary, gdzie miały być w gotowości do przekroczenia Kanału Sueskiego. 7 października, w trakcie marszu ku Kanałowi Sueskiemu, część dywizji wpadła w zasadzkę koło Rumany . Na następny dzień jego dywizja brała udział w nieudanym ataku, bez wsparcia lotniczego, na egipskie siły, które przekroczyły kanał. Następnie jego dywizja powstrzymywała ataki egipskiej armii na środkowym odcinku frontu na Synaju, później podczas operacji „Abirej Lew” i bitwie o Chińską Farmę. Po przekroczeniu kanału w nocy z 18 na 19 października powierzono mu misję niszczenie stanowisk egipskiej obrony przeciwlotniczej oraz odcięcie egipskiej 3. Armii od możliwości powrotu na kontynent afrykański z Synaju. 24 października jego dywizja wzięła udział w nieudanej bitwie o Suez.
Od stycznia do lipca 1974 roku był szefem Dowództwa Południowego. W 1975 roku wyjechał do Waszyngtonu jako attaché wojskowy Izraela. Funkcję tę pełnił do 1977 roku. W 1978 roku przeszedł w stan spoczynku.
W latach 1984–1993 był kontrolerem Policji Izraela.
Na emeryturze zaangażował się w działania na rzecz poprawy jakości działań policji, działał w radzie na rzecz pokoju i bezpieczeństwa.
Zmarł 27 września 2012 roku w swoim domu w Ramat ha-Szaron.

## Życie prywatne
Miał żonę i trójkę dzieci.

## Publikacje
Jest autorem książek:
- Al sztej gadot ha-Su’ec (tytuł hebr. על שתי גדות הסואץ), Idanim, Jeruszalajim 1979,
- On the Banks of the Suez: An Israeli General’s Personal Account of the Yom Kippur War, Arms and Armour Press, London 1980.
- Ad degel ha-djo (tytuł hebr. עד דגל הדיו), Ma’arachot, Jeruszalajim 1984,